# Дренці
Дре́нці (болг. Дренци) — село в Шуменській області Болгарії. Входить до складу общини Венець.

## Населення
За даними перепису населення 2011 року у селі проживали 289 осіб.
Національний склад населення села:
| Національність   | Кількість осіб | Відсоток |
| ---------------- | -------------- | -------- |
| турки            | 228            | 96,6%    |
| болгари          | 5              | 2,1%     |
| інша             | 0              | 0%       |
| Всього відповіли | 236            |          |

Розподіл населення за віком у 2011 році:
Динаміка населення: